# City-Hochhaus Leipzig
City-Hochhaus Leipzig je 142 m vysoký mrakodrap v německém městě Lipsko. Je nejvyšším mrakodrapem v Sasku a 24. nejvyšším mrakodrapem v Německu.
Byl vystavěn v letech 1968–1972 v tehdejší Německé demokratické republice pro univerzitní účely na místě zbořeného univerzitního kostela. Po dokončení se stal nejvyšší budovou v Německé demokratické republice. V letech 1999–2002 byl zrekonstruován. Od roku 2007 je vlastníkem budovy americká banka Merrill Lynch.